# Pirates! Gold
Pirates! Gold – gra komputerowa stworzona przez Sida Meiera, wydana przez MicroProse w 1993 roku. Jest to oficjalny remake wydanej w 1987 roku Sid Meier’s Pirates!. Tak jak poprzedniczka, jest symulacją życia pirata na XVI i XVII-wiecznych Karaibach. Gra odwzorowywała ówczesne realia historyczne i geograficzne, po morzu pływali znani piraci ówczesnej epoki, zaś gracz mógł przystać do jednego z mocarstw – Anglii, Hiszpanii, Holandii lub Francji.
Mechanizm rozgrywki praktycznie nie uległ zmianom, natomiast twórcy poprawili oprawę audiowizualną produkcji. Pirates! Gold obsługiwała paletę 256 kolorów oraz większą rozdzielczość. W systemach MS-DOS i Windows 3.x aplikacja pozwalała ponadto na korzystanie z myszy oraz interfejsu muzycznego MIDI.
Początkowo gra ukazała się w wersji na platformy DOS, Sega Mega Drive i Genesis, wersje na Amigę CD32 i Windows 3.x pojawiły się na rynku dopiero w 1994 roku.